# Stupné
Stupné es un municipio del distrito de Považská Bystrica en la región de Trenčín, Eslovaquia, con una población estimada, a finales del año 2023, de 688 habitantes. 
Se encuentra ubicado al norte de la región, cerca del río Váh (cuenca hidrográfica del Danubio) y de la frontera con República Checa y con la región de Žilina.

## Demografía
| Año        | 1994 | 2004    | 2014    | 2024    |
| ---------- | ---- | ------- | ------- | ------- |
| Población  | 696  | 689     | 718     | 687     |
| Diferencia |      | −1,00 % | +4,20 % | −4,31 % |

| Año        | 2023 | 2024    |
| ---------- | ---- | ------- |
| Población  | 688  | 687     |
| Diferencia |      | −0,14 % |